# Jonas Hartmann
Jonas Hartmann (* 1975 in Berlin) ist ein deutscher Schauspieler, Sprecher und Autor.

## Leben
Jonas Hartmann stammt aus einer künstlerischen Familie. Sein Vater ist Schriftsteller, sein Großvater Heinz Hartmann verfasste Komödien und Burlesken; sein Onkel ist der Schauspieler und Theaterautor Gunther Beth. Er wuchs in Berlin-Steglitz auf. Nach dem Abitur und seinem Zivildienst studierte er zunächst ein Semester Musikwissenschaft; anschließend machte er ein Praktikum bei einer Film- und Fernseh-Produktionsfirma.
1998 bewarb er sich bei verschiedenen staatlichen Schauspielschulen und wurde an der Hochschule für Film und Fernsehen „Konrad Wolf“ in Potsdam-Babelsberg angenommen, wo er von Juni 1998 bis September 2002 sein Schauspielstudium absolvierte. Während des Studiums spielte er u. a. an der Schaubühne am Lehniner Platz (2001; in Der Sturz von Biljana Srbljanović) und am Berliner Ensemble (2002; in Biedermann und die Brandstifter).
Nach seinem Schauspielstudium war er von 2002 bis 2005 mehrere Jahre festes Ensemblemitglied am Staatstheater Cottbus. Seit Sommer 2006 arbeitet er als freiberuflicher Schauspieler. In der Spielzeit 2009/10 war er als Gast am Staatstheater Cottbus engagiert. Zu seinen Theaterrollen gehörten u. a. Pierre in Die Irre von Chaillot, Thisbe in Ein Sommernachtstraum, der Unterleutnant Fedotik in Drei Schwestern, der Rheingraf von Stein in Das Käthchen von Heilbronn, Maccario in Der Impresario von Smyrna von Carlo Goldoni und der Herzog von Buckingham in Richard III. von Shakespeare sowie im Bereich des Boulevardtheaters der Dr. De Witt in dem Lustspiel Der Neurosenkavalier von Gunther Beth (Staatstheater Cottbus, Spielzeit 2009/10).
Erste Filmrollen spielte Hartmann bereits während seines Studiums, so unter der Regie von Roland Suso Richter die kleine Rolle des Grenzers Micha Benneke in dem Spielfilm Der Tunnel (2001). Anschließend wirkte er in mehreren Diplom- und Hochschulfilmen mit. Ab 2006 war er hauptsächlich im Fernsehen, meist in kleineren Rollen, zu sehen. In dem Fernsehfilm Familie ist was Wunderbares (2008) spielte er den Programmierer Steffen Dietz, der mit Anja (Julia-Maria Köhler), der Tochter der weiblichen Hauptfigur Christine Bonhoff (Rita Russek), zusammenlebt. In dem Märchenfilm Das tapfere Schneiderlein (2008) hatte er eine Nebenrolle als Kriegsherr Samuel.
Er hatte außerdem Episodenrollen u. a. in den Fernsehserien Hinter Gittern – Der Frauenknast (2005), GSG 9 – Ihr Einsatz ist ihr Leben (2008) und SOKO Leipzig (2012; als Tatverdächtiger, der Blind Dates im Internet sucht). Im Januar 2017 war Hartmann in der ZDF-Serie SOKO Wismar in einer Episodenrolle als Wismarer Kfz-Gebrauchtwagenhändler Knut Förster zu sehen. In der 21. Staffel der ZDF-Serie SOKO Leipzig (2021) übernahm er erneut eine der Episodenrollen als Zahnarzt und Drogenkäufer Dr. Jonas Prümm.
Neben der Schauspielerei schrieb er mehrere Drehbücher für Film- und Fernseh-Produktionen.
Hartmann arbeitet außerdem als Sprecher für Hörspiele und in der Werbung (u. a. für Lufthansa, PlayStation 3, Berliner Morgenpost, Sport Scheck). Außerdem ist er gelegentlich als Synchronsprecher tätig.
2012 veröffentlichte Hartmann im Heyne Verlag seinen ersten Roman, den in Berlin-Neukölln spielenden Kriminalroman Südstern, der ursprünglich als TV-Serie konzipiert war. Er handelt von zwei jungen Zivilpolizisten, die Zeugen eines als Unfall getarnten Mordes werden.
Hartmann lebt mit seiner Frau und seinem Kind in Cottbus und in Berlin.

## Filmografie (Auswahl)
- 2001: Der Tunnel (Fernsehfilm in zwei Teilen und Kinofassung)
- 2005: Hinter Gittern – Der Frauenknast (Fernsehserie; Folge: Aus Mangel an Beweisen)
- 2006: Abschnitt 40 (Fernsehserie, Folge: Dienstwaffen)
- 2008: Familie ist was Wunderbares (Fernsehfilm)
- 2008: GSG 9 – Ihr Einsatz ist ihr Leben (Fernsehserie; Folge: Helden)
- 2008: Die Stein (Fernsehserie; Folge: Neues Glück)
- 2008: Das tapfere Schneiderlein (Fernsehfilm)
- 2012: SOKO Leipzig (Fernsehserie; Folge: Getrieben, Teil I)
- 2013: Das Adlon. Eine Familiensaga (Fernsehfilm)
- 2017: SOKO Wismar (Fernsehserie; Folge: Klub der Aufreißer)
- 2021: SOKO Leipzig (Fernsehserie; Folge: Rotkäppchen)

## Hörbücher (Auswahl)
- 2019: Kopfsache – Liebe den Introvertierten in dir Patrick Hundt work:chance, 2018 Patrick Hundt